# Ерошкин, Валентин Кириллович
Валентин Кириллович Ерошкин (13 февраля 1925 — 12 мая 1997) — участник Великой Отечественной войны, сапёр-разведчик 100-го гвардейского стрелкового полка 35-й гвардейской стрелковой дивизии (8-я гвардейская армия, 1-й Белорусский фронт), Герой Советского Союза (1945), гвардии старший сержант.

## Биография
Родился 13 февраля 1925 года в деревне Озинки (ныне — Духовницкого района Саратовской области) в семье служащего. Русский. После окончания восьмилетки работал трактористом в зерносовхозе.
В Красной армии с июля 1941 года. Доброволец. Сражался на Западном, Сталинградском, Юго-Западном, 3-м Украинском и 1-м Белорусском фронтах. Принимал участие в оборонительных боях под Смоленском, в Сталинградской битве, освобождении Украины и Польши.
Звание Героя Советского Союза с вручением ордена Ленина и медали Золотая Звезда присвоено 24 марта 1945 года за отвагу и мужество, проявленные при форсировании Вислы и удержании плацдарма на левом берегу реки.
В 5 часов утра 1 августа 1944 года Ерошкин по приказу командира полка майора Воинкова А. М. на своей лодке перевёз на западный берег Вислы первый десант. Под сильным огнём врага отважный сапёр продолжал переброску бойцов через реку. Во время четвёртого рейса рядом с лодкой Ерошкина разорвалась авиабомба. Лодка была уничтожена. Контуженный Ерошкин сумел выплыть, добраться до берега и через некоторое время продолжил переброску бойцов на новой лодке.
24 июня 1945 года В. К. Ерошкин участвовал в Параде Победы. До 1961 г. — в Советской армии.
Участвовал в Тоцких войсковых учениях с реальным применением ядерного оружия 14 сентября 1954 года. Разведывательная рота под командованием В. К. Ерошкина первой вошла в эпицентр ядерного взрыва.
Майор в отставке. Почётный гражданин города Балаково Саратовской области.

## Награды и звания
- Медаль «За оборону Сталинграда». Указ Президиума Верховного Совета СССР от 22 декабря 1942 года.
- Медаль «За отвагу» (15.4.1944)[4]
- Медаль «За отвагу» (27.5.1944)[5]
- Орден Славы III степени (11.2.1945)[6]
- Звание Герой Советского Союза. Указ Президиума Верховного Совета СССР от 24 марта 1945 года:
  - Орден Ленина,
  - Медаль «Золотая Звезда» № 6662.
- Медаль «За победу над Германией в Великой Отечественной войне 1941—1945 гг.». Указ Президиума Верховного Совета СССР от 9 мая 1945 года.
- Медаль «За взятие Берлина». Указ Президиума Верховного Совета СССР от 9 июня 1945 года.
- Медаль «За освобождение Варшавы». Указ Президиума Верховного Совета СССР от 9 июня 1945 года.
- Медаль «За боевые заслуги». Указ Президиума Верховного Совета СССР от 1951 года.
- Орден Красной Звезды. Указ Президиума Верховного Совета СССР от 1956 года.
- Орден Отечественной войны I степени (6.4.1985)[7]

## Память
- Мемориальная доска в память о Ерошкине установлена Российским военно-историческим обществом на здании Солянской семилетней школы, где он учился.